# SRG SSR
La SRG SSR (in tedesco Schweizerische Radio- und Fernsehgesellschaft; in italiano Società svizzera di radiotelevisione; in francese Société suisse de radiodiffusion et télévision; in romancio Societad svizra da radio e televisiun), fino al 2010 SRG SSR idée suisse, è l'azienda che gestisce il servizio pubblico radiofonico e televisivo svizzero. La società, che è membro dell'Unione europea di radiodiffusione, svolge anche un'azione solidale verso i paesi colpiti da catastrofi naturali o guerre attraverso La Catena della Solidarietà.

## Storia
La terza emittente radiofonica pubblica europea ha iniziato a trasmettere da Losanna nel 1922, fin dall'inizio sulla base di un sistema di licenze a pagamento. Nel giro di pochi anni, in tutto il paese sono nate cooperative radiofoniche che operano secondo gli stessi principi. Nel 1930 si decise che la radio era un importante servizio pubblico che non doveva diventare un'attività di lucro per interessi privati e che doveva essere strutturata su base federale. Nel 1931 fu fondata la SRG SSR (vedi nomi originali sopra), come organizzazione di coordinamento delle associazioni regionali di radiodiffusione, e ricevette dal Consiglio federale l'unica concessione per la radiodiffusione. Nello stesso anno si decise che tutti i notiziari del nuovo mezzo di comunicazione dovevano essere trasmessi dall'agenzia svizzera di stampa SDA, decisione che rimase invariata fino al 1971.
Dal 1950 SRG SSR entra a far parte dell'Unione europea di radiodiffusione, per il quale ha organizzato l'Eurovision Song Contest nel 1956, nel 1989 e nel 2025.

## Struttura aziendale
La SSR è un'associazione composta da quattro società regionali, con cinque unità aziendali (RSI, SRF, RTS, RTR e SWI) e due società affiliate. La sua missione di servizio pubblico riposa sulla Costituzione federale, sulla legge sulla radiotelevisione (LRTV) e sull'apposita Concessione.

### Società regionali
- SRG Deutschschweiz (Regionalgesellschaft der Deutschschweiz, SRG.D)
- SSR Suisse Romande (Société de radiodiffusion et de télévision de la Suisse romande, SSR.SR)
- SSR Svizzera Italiana CORSI (Società cooperativa per la Radiotelevisione svizzera di lingua italiana, SSR.Corsi)
- SRG SSR Svizra Rumantscha (Regionalgesellschaft der rätoromanischen Schweiz, SRG.R)

### Radio e televisione
SRG SSR dispone di quattro unità operative ripartite tra le quattro regioni linguistiche, che producono e diffondono i programmi radiotelevisivi e l'offerta web dell'azienda. Queste quattro unità raggruppano sette canali televisivi e diciassette stazioni radiofoniche nelle quattro lingue nazionali svizzere (tedesco, francese, italiano e romancio). SRG SSR è inoltre editrice del portale web swissinfo.ch che si rivolge ad un pubblico svizzero e straniero.
 RSI 
Acronimo di Radiotelevisione svizzera di lingua italiana, è l'unità operativa per la Svizzera italiana. Possiede due canali televisivi e tre radiofonici.
Televisione
- RSI LA1 (anche in HD)
- RSI LA2 (anche in HD)

Radio
- RSI Rete Uno
- RSI Rete Due
- RSI Rete Tre

 SRF 
Acronimo di Schweizer Radio und Fernsehen, è l'unità operativa per la Svizzera tedesca. Possiede tre canali televisivi e sei radiofonici.
Televisione
- SRF 1 (anche in HD)
- SRF zwei (anche in HD)
- SRF info (anche in HD)

Radio
- Radio SRF 1
- Radio SRF 2 Kultur
- Radio SRF 3
- Radio SRF 4 News
- Radio SRF Virus
- Radio SRF Musikwelle

 RTS 
Acronimo di Radiotélévision Suisse, è l'unità operativa per la Svizzera romanda. Possiede due canali televisivi e quattro radiofonici.
Televisione
- RTS 1 (anche in HD)
- RTS 2 (anche in HD)

Radio
- RTS Première
- RTS Espace 2
- RTS Couleur 3
- RTS Option Musique

 RTR 
Acronimo di Radiotelevisiun Svizra Rumantscha, è l'unità operativa per la Svizzera di lingua romancia, localizzata interamente nell'ambito del Canton Grigioni. Possiede il solo canale radiofonico e produce programmi televisivi per i canali RSI LA2, SRF 1 e SRF info.
Radio
- Radio RTR (in precedenza Radio Rumantsch)

 Canali televisivi chiusi 
- Svizzera 4 (Canale in comune con le divisioni SRF, RTS e RSI)
- HD Suisse (Canale in comune con tutte e quattro le unità operative della SRG SSR)

 Stazioni radiofoniche chiuse 
- Radio Svizzera Internazionale (Stazione in comune con le divisioni SRF, RTS e RSI)

### Internet e satellite
Play Suisse
A novembre 2020 la SRG SSR ha inaugurato il servizio di streaming Play Suisse, riunendo in un’unica piattaforma i film, le serie e i documentari prodotti e coprodotti dalle diverse unità aziendali, con sottotitoli e doppiaggio nelle quattro lingue nazionali svizzere. Play Suisse è disponibile su computer (browser) e come app per dispositivi mobili e Smart TVs.
Swiss Satellite Radio
- Radio Swiss Classic
- Radio Swiss Jazz
- Radio Swiss Pop

Siti internet
- swissinfo.ch - portale web in lingua italiana, tedesca, francese, inglese, spagnola, portoghese, araba, giapponese, cinese e russa, rivolto a tutto il mondo.
- RTS Info

### Dirigenti
Il Comitato direttivo della SSR, comprendente il direttore generale, il direttore Sviluppo e Offerta, il direttore Operazioni, il direttore Finanze e Controlling e i direttori e direttrici delle unità aziendali RSI, RTR, RTS, SRF e SWI swissinfo.ch.
Direttori generali
- Maurice Rambert: 1931-1936
- Alfred W. Glogg: 1936-1950
- Marcel Bezençon: 1950-1972
- Stelio Molo: 1972-1981
- Leo Schürmann: 1981-1987
- Antonio Riva: 1988-1996
- Armin Walpen: 1996-2011
- Roger de Weck: 2011-2017
- Gilles Marchand: 2017-2024
- Susanne Wille: 2024-presente

Membri del comitato di direzione
- Marco Derighetti, direttore Operazioni SSR
- Beat Grossenbacher, direttore Finanze SSR
- Mario Timbal, direttore Radiotelevisione svizzera
- Pascal Crittin, direttore Radio Télévision Suisse
- Nicolas Pernet, direttore Radiotelevisiun Svizra Rumantscha[9]
- Nathalie Wappler, direttrice Schweizer Radio und Fernsehen
- Bakel Walden, direttore Sviluppo e Offerta SSR
- Larissa M. Bieler, direttrice SWI swissinfo.ch

### Capitale
Società senza scopo di lucro a finanziamento misto, trae le sue risorse principalmente dai proventi del canone (79%), ma anche dagli introiti pubblicitari (16%) e da altre entrate (5%).
La tassa viene riscossa dalla società privata Serafe. Tutte le economie domestiche svizzere sono tenute a pagare il canone. Le economie domestiche composte da persone che percepiscono ogni anno prestazioni complementari all'AVS o all'AI sono esentate su richiesta. Inoltre, sono esentati dal versamento del canone anche il personale diplomatico estero e le persone sordocieche.
Nel 2010 gli sforzi compiuti dal Consiglio di amministrazione per risanare un deficit di oltre 50 milioni di franchi svizzeri, condussero alla fusione di Télévision Suisse Romande e Radio Suisse Romande in Radio Télévision Suisse (RTS), con l'intento di ridurre i costi operativi generali.

## Loghi

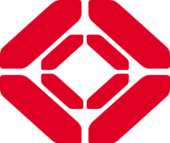
1985-1999
1999-2010
In uso dal 1º gennaio 2011